# Exeter Chiefs (féminines)
Ne doit pas être confondu avec Exeter Chiefs.
Actualités
Les Exeter Chiefs sont un club féminin de rugby à XV basé à Exeter dans le Devon. C'est la section féminine du club homonyme. Fondé en 2019, le club dispute la Premiership Women's Rugby, la première division anglaise.

## Histoire
La création des Exeter Chiefs est annoncée en septembre 2019, avec à leur tête Susie Appleby et Amy Garnett. Le club déclare avoir budgété 500 000 livres pour mettre sur pieds une équipe, avant même leur audition par la RFU donc avant d'avoir obtenu une place dans la ligue. L'intention du club était de renforcer la présence de la discipline dans le Devon et les Cornouailles.
En avril 2020, après les auditions de tous les candidats par la RFU, les Exeter Chiefs et les Sale Sharks se sont vu attribuer une place dans la Premier 15s 2020-2021. La décision suscita la controverse car les deux clubs obtenaient leur place au détriment de Waterloo et surtout de Richmond, une des places fortes du rugby féminin en Angleterre. Il leur a aussi été reproché de ne pas avoir mérité leur place sur le plan sportif. Mais selon plusieurs observateurs, le rugby féminin avait besoin de clubs adossés aux entités professionnelles masculines pour être économiquement viables à long terme.
Après une campagne de recrutement rendue complexe par la pandémie de covid (délais pour les visas, restrictions des déplacements), Exeter mettait en place une équipe dotée de nombreuses internationales, venues de divers pays. Pour leur première saison, les Chiefs terminaient 6e du championnat.
À la Coupe du monde 2021, Claudia MacDonald était l'unique représentante du club en équipe d'Angleterre. Mais seize autres joueuses évoluaient dans les sélections d'Écosse, d'Italie, du Pays de Galles, du Canada et des États-Unis.
Pendant trois saison consécutives, Exeter fait partie des quatre équipes demi-finalistes.
Le 7 décembre 2024 à Bristol, l'équipe dispute son centième match professionnel. L'effectif compte huit joueuses présentes depuis la création de l'équipe : Gabby Cantorna, Merryn Doidge, Ebony Jefferies, Poppy Leitch, Flo Robinson, Eilidh Sinclair, Emily Tuttosi et Linde van der Velden. L'entraineuse Susie Appleby est elle aussi en poste depuis le premier jour. Également à la tête du programme universitaire local, elle facilite la transition des joueuses entre rugby universitaire et professionnel. La saison des Chiefs se conclue sans phase finale, pour la première fois depuis 2020-2021. Le contrat de Susie Appleby n'est pas reconduit.
Lors de la Coupe du monde 2025, les Chiefs sont représentées par douze joueuses, au sein de six équipes nationales : MacDonald et Feaunati (Angleterre), Menin, Tessier et Tuttosi (Canada), Rogers et Cantorna (USA), McGillivray, Moloney et McMahon (Irlande), ainsi que les recrues Granzotto (Italie) et Rule (Nouvelle-Zélande).

## Palmarès et statistiques

### Trophées
- Vice-championnes d’Angleterre 2022 et 2023.

### Bilan par saison
| Saison    | Classement | Compétition                       | Pts | MJ | V  | N | D | PM  | PE  | Diff | B  | Phase finale                                   |
| --------- | ---------- | --------------------------------- | --- | -- | -- | - | - | --- | --- | ---- | -- | ---------------------------------------------- |
| 2020-2021 | 6e         | Allianz Premier 15s               | 50  | 18 | 10 | 0 | 8 | 393 | 312 | +91  | 10 | non qualifiées                                 |
| 2021-2022 | 2e         | Allianz Premier 15s               | 66  | 18 | 13 | 1 | 4 | 650 | 275 | +375 | 12 | Finale (21-43 contre les Saracens)             |
| 2022-2023 | 2e         | Allianz Premier 15s               | 78  | 18 | 15 | 0 | 3 | 904 | 205 | +699 | 18 | Finale (19-34 contre Gloucester-Hartpury)      |
| 2023-2024 | 4e         | Allianz Premiership Women's Rugby | 57  | 16 | 10 | 1 | 5 | 565 | 357 | +208 | 15 | Demi-finale (19-50 contre Gloucester-Hartpury) |
| 2024-2025 | 5e         | Premiership Women's Rugby         | 51  | 16 | 10 | 0 | 6 | 408 | 354 | +54  | 11 | non qualifiées                                 |

## Joueuses notables
- Gabby Cantorna
- Jennine Detiveaux
- Abbie Fleming
- Megan Foster
- McKinley Hunt
- Charli Jacoby
- Rachel Johnson
- Claudia MacDonald
- DaLeaka Menin
- Hope Rogers
- Chloe Rollie
- Gabrielle Senft
- Eilidh Sinclair
- Silvia Turani
- Emily Tuttosi
- Robyn Wilkins
- Kate Zackary